# Estación Coronel Suárez (FCRPB)
Coronel Suárez era una estación ferroviaria que se ubicaba en la ciudad del mismo nombre, en el partido de Coronel Suárez, Provincia de Buenos Aires, Argentina.

## Historia
Su construcción finalizó en 1910 a cargo del Ferrocarril Rosario a Puerto Belgrano.

### Actualidad

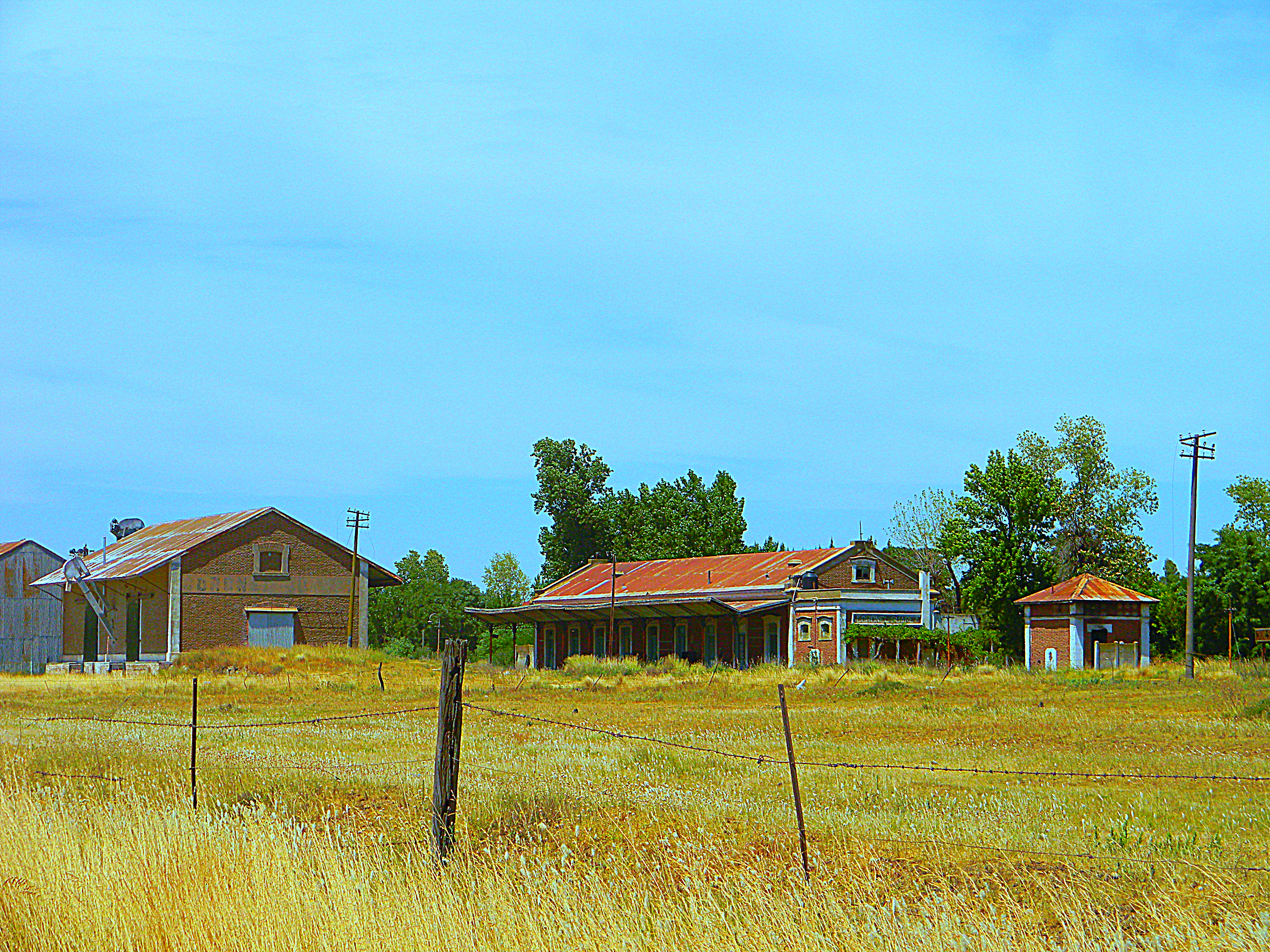

Actualmente en el año 2011 un grupo de personas formó una cooperativa de trabajo con el objetivo de reactivar el ramal ferroviario Rosario-Puerto Belgrano, empezando en Punta Alta primero para poner un tren que preste servicio de pasajeros entre Coronel Rosales y Bahía Blanca, para proseguir luego con la siguiente estación que es Coronel Pringles.